# Represent (Compton's Most Wanted)
Represent è il sesto album in studio del gruppo gangsta rap statunitense Compton's Most Wanted, pubblicato nel 2000.

## Tracce
1. Intro – 1:02
2. This Is Compton 2000 – 4:14
3. Some May Know – 4:36
4. Get Money – 4:27
5. What U Like It Like – 4:32
6. 100% – 2:43
7. Then U Gone – 3:54
8. All Around the Hood – 3:55
9. Endolude - Welcome to Los Angeles – 0:44
10. Them Niggaz – 3:50
11. So Don't Go There – 4:13
12. Represent – 2:30
13. Like Me – 4:08
14. Pull the Trigger – 4:32
15. Slang My Keys – 4:22
16. Front Page – 10:01